# Ambasada Argentyny w Warszawie

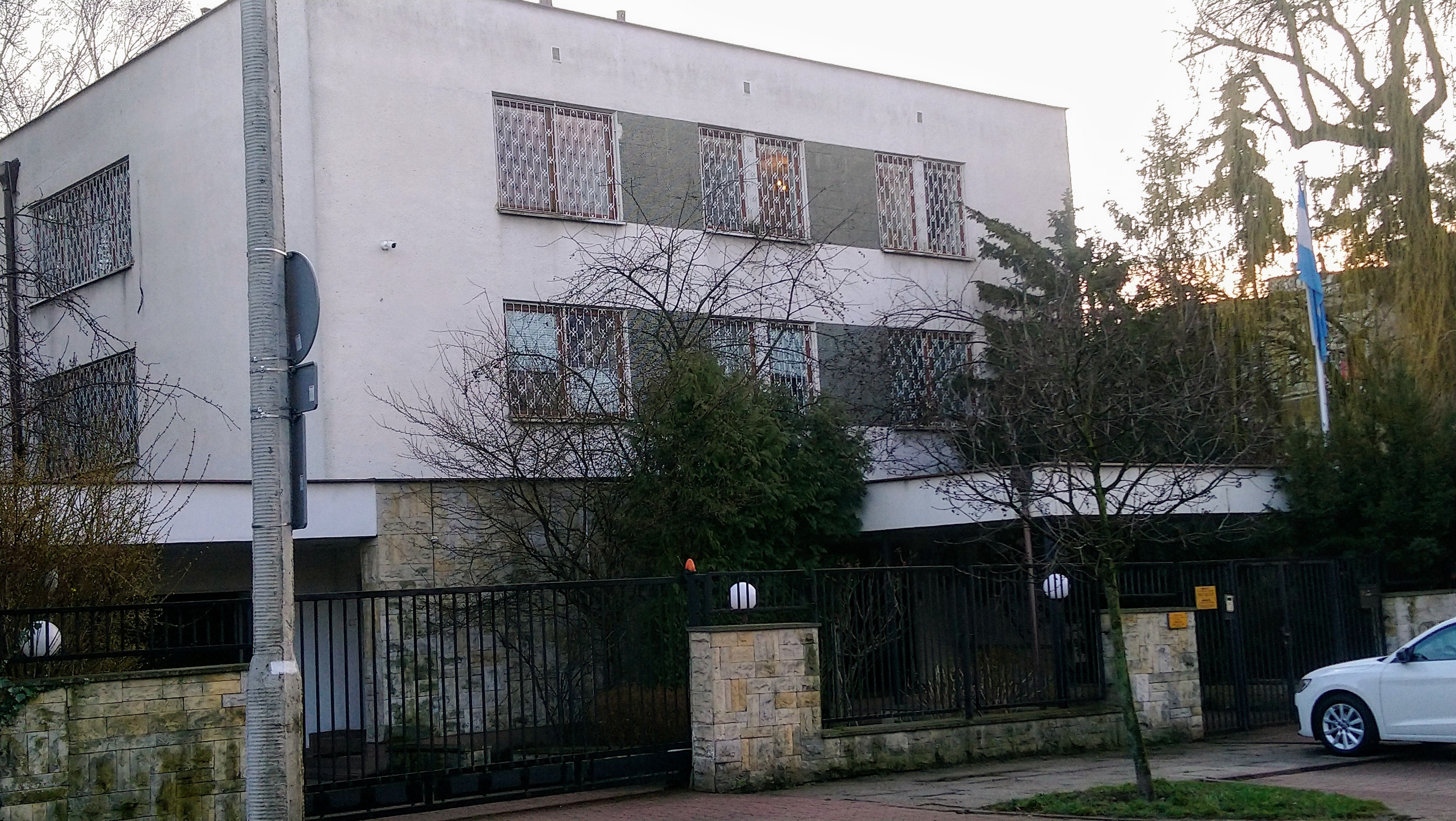
Dawna siedziba Ambasady Argentyny przy ul. Brukselskiej (2003−2023)

Ambasada Argentyny w Warszawie (hiszp. Embajada de Argentina en Polonia) – placówka dyplomatyczna Republiki Argentyńskiej znajdująca się w Warszawie w Al. Jerozolimskich 123a.
Ambasador Argentyny w Warszawie oprócz Rzeczypospolitej Polskiej akredytowany jest także w Republice Litewskiej.

## Podział organizacyjny[3]
- Sekcja Konsularna (hiszp. Sección Consular)
- Sekcja Handlowa (hiszp. Sección Comercial)
- Sekcja Kulturalna (hiszp. Sección Cultural)

## Siedziba

### W okresie międzywojennym
Po odrodzeniu Rzeczypospolitej poselstwo Argentyny w Warszawie funkcjonowało z siedzibą w hotelu Europejskim przy ul. Krakowskie Przedmieście 13 (1925), w Al. Jerozolimskich 23 (1928), przy ul. Żabiej 4 (1930−1932), w pałacu Uruskich z 1847 przy ul. Krakowskie Przedmieście 30 (1933), pałacu Biskupów Krakowskich przy ul. Senatorskiej 6 (1934), ul. Koszykowej 6 (1936-1937), następnie w kamienicy pod Gigantami w Al. Ujazdowskich 36 (1939), obecnie 24.
Argentyna utrzymywała też konsulaty:
- w Warszawie: w Grand Hotelu przy ul. Senatorskiej 29 (1923)[7], w pałacu Błękitnym przy ul. Senatorskiej 35 (1927), ul. Żabiej 4 (1928-1930) oraz jako konsulat generalny w Al. Ujazdowskich 32 (1938), obecnie 20.
- w Krakowie: przy ul. Radziwiłłowskiej 23 (1928),
- w Gdyni: przy ul. Starowiejskiej 58 (1937)[6], ul. 3-go Maja 22-24 (1938)

### Po II wojnie światowej
Stosunki reaktywowano w 1946. Początkowo poselstwo było zlokalizowane w hotelu Polonia w Al. Jerozolimskich 45 (1946−), następnie przy ul. Wiejskiej 19 (1950-1959), przy ul. Styki 17-19 (1961−2001), przy ul. Brukselskiej 9 (2003−2023), a od 2023 w Al. Jerozolimskich 123A. W 1964 przedstawicielstwa podniesiono do rangi ambasad.
Biuro Radcy Handlowego znajduje się przy ul. Zgoda 6, rezydencja ambasadora przy ul. Czarnieckiego 10).